# 실파 슈클라
실파 슈클라(힌디어: शिल्पा शुक्ला, 영어: Shilpa Shukla, 1982년 8월 22일 ~ )는 인도의 배우이다.

## 출연 작품
- 비.에이.패스: 불륜의늪 (2012)